# Ди Паола, Джампаоло
Джампаоло Ди Паола (итал. Giampaolo Di Paola; род. 15 августа 1944, Торре-Аннунциата, провинция Неаполь) — итальянский военный и политический деятель, адмирал ВМС Италии. Министр обороны в правительстве Марио Монти (2011—2013).

## Военное образование и начало военной карьеры
После окончания в 1963 году военно-морской школы имени Франческо Морозини в Венеции, Ди Паола поступил в Военно-морскую академию в Ливорно, которую закончил в 1966 году. В 1967 году он поступил в училище экипажей подводных лодок. С 1968 по 1981 год Ди Паола проходил службу в подводных силах ВМС Италии.
В 1981 году проходил обучение в Военном колледже НАТО в Риме. Затем до 1984 года служил офицером по реализации программ противолодочной обороны и подводной войны отдела перспективного планирования в штаб-квартире Верховного командования ОВС НАТО в Атлантике в Норфолк, Вирджиния.
В 1984—1986 годах Ди Паола командовал одним из фрегатов типа «Маэстрале» — «Грекале». Затем, с 1986 по 1989 год — начальник сектора разработки планов и программ в Управлении финансового планирования Штаба ВМС.
С 1989 по 1990 год командовал флагманом итальянского флота авианосцем «Джузеппе Гарибальди».
В 1990 году Ди Паола вернулся в штаб ВМС в качестве исполнительного помощника заместителя начальника штаба (1990—1991), затем в качестве начальника отделения разработки военно-морских планов и концепций (1991—1992) и помощника начальника штаба по планированию и оперативным вопросам (1993—1994).

## Военная служба в Министерстве обороны Италии и НАТО
В 1994—1998 годах Ди Паола являлся начальником Управления оборонной политики Штаба вооруженных сил Италии. Затем, с 1998 по 2001 год являлся начальником канцелярии Министра обороны. На этом посту он принимал активное участие в поддержке политических решений по вкладу Италии в операции НАТО в Косово.
В марте 2001—2004 года являлся генеральным секретарем по обороне и национальным директором по вооружению.
10 марта 2004 года произведён в адмиралы и назначен начальником Штаба вооружённых сил Италии.
С 13 февраля 2008 по 18 ноября 2011 года — Председатель Военного комитета НАТО.

## Министр обороны Италии
16 ноября 2011 года Ди Паола был назначен Министром обороны Италии в правительстве Марио Монти. Находясь на время назначения с миссией в Афганистане, был приведён к присяге только 18 ноября.
Джампаоло Ди Паола является на сегодняшний день вторым Министром обороны из военных, за всю послевоенную историю Итальянской республики. Последний раз военным, занимавшим этот пост являлся генерал-лейтенант Доменико Корционе (итал. Domenico Corcione); Министр обороны в 1995—1996 годах.

## Личная жизнь
Ди Паола женат, имеет двоих дочерей. Он свободно говорит на английском, французском и испанском языках. Его интересами являются изобразительное искусство, литература и классическая музыка, катание на лыжах и альпинизм.

## Награды
|  | Великий офицер Военного ордена Италии                                                                |
|  | Кавалер Большого креста ордена «За заслуги перед Итальянской Республикой»                            |
|  | Маврикианская медаль, за 50 лет военной службы                                                       |
|  | Медаль заслуг за долголетнее командование в армии (20 лет)                                           |
|  | Почётная медаль за долголетнее судовождение (10 лет)                                                 |
|  | Золотой крест за выслугу лет (для офицеров и унтер-офицеров, 40 лет выслуги)                         |
|  | Почетная медаль Главного штаба обороны Италии                                                        |
|  | Большой крест с мечами ордена Заслуг pro Merito Melitensi                                            |
|  | Рыцарь-командор со звездой ордена Святого Григория Великого                                          |
|  | Памятная медаль Суверенного Военного Ордена госпитальеров Св. Иоанна Иерусалимского, Родоса и Мальты |
|  | Командор ордена Почётного легиона (Франция)                                                          |
|  | Командор ордена «За заслуги» (Франция)                                                               |
|  | Орден «Легион почёта» степени командора (США)                                                        |
|  | Кавалер Большого креста ордена Бернардо О’Хиггинса (Чили)                                            |
|  | Великий офицер ордена Инфанта дона Энрике (Португалия)                                               |
|  | Медаль Миссии ООН по поддержанию мира в Косово                                                       |

- Орден Виестура 1 класса (10 сентября 2012 года, Латвия)[1]